# Medasina ceylonensis
Medasina ceylonensis là một loài bướm đêm trong họ Geometridae.